# Essoyes
Essoyes è un comune francese di 716 abitanti situato nel dipartimento dell'Aube nella regione del Grand Est.
È il paese in cui sono sepolti il pittore Pierre-Auguste Renoir, e i suoi figli, l'attore Pierre Renoir, il regista Jean Renoir e il direttore di fotografia Claude Renoir.

## Società

### Evoluzione demografica
Abitanti censiti